# Частена
Частена — река в Московской области России.

## Общие сведения
Протекает по территории Лотошинского района. На «Специальной карте Европейской России» Стрельбицкого 1871 года обозначена как Гостенка, в «Списках населённых мест Тверской губернии» 1862 года указываются деревни Федосово и Макарово при речке Гостинке. Исток — южнее деревни Ошенево, впадает в реку Лобь в 37 км от её устья по левому берегу. Длина — 12 км.

## Данные водного реестра
По данным государственного водного реестра России и геоинформационной системы водохозяйственного районирования территории РФ, подготовленной Федеральным агентством водных ресурсов:
- Бассейновый округ — Верхневолжский
- Речной бассейн — (Верхняя) Волга до Куйбышевского водохранилища (без бассейна Оки)
- Речной подбассейн — Волга до Рыбинского водохранилища
- Водохозяйственный участок — Волга от города Твери до Иваньковского гидроузла (Иваньковское водохранилище)